# Municipio de La Unión de Isidoro Montes de Oca
El municipio de La Unión de Isidoro Montes de Oca es uno de los 85 municipios que conforman el estado de Guerrero en México. Forma parte de la región de Costa Grande y su cabecera es la localidad de La Unión.

## Toponimia
Existen dos versiones que describen el origen del nombre del municipio, uno lo relaciona con la integración del primer contingente de insurgentes surianos que se unió a Morelos durante la guerra de Independencia y la otra a la cercanía con los límites fronterizos entre el estado de Michoacán y Guerrero.
Lleva el nombre del insurgente que participó en guerra de Independencia de México Isidoro Montes de Oca.

## Geografía

### Localización y extensión
El municipio de La Unión de Isidoro Montes de Oca se ubica al poniente del estado, en la región geoeconómica de la Costa Grande; es fronterizo con el estado de Michoacán y se sitúa en las coordenadas geográficas 18°91 y 18°33 latitud norte y de los 101°27’ y 101°44’ de longitud oeste. Posee una extensión territorial de 1,142 kilómetros cuadrados en su superficie que a modo porcentual representa un 1.79% respecto superficie total de la entidad.

### Límites municipales
Tiene límites administrativos con los siguientes municipios y/o accidentes geográficos, según su ubicación:
| Noroeste: Arteaga (Michoacán)      | Norte: Coahuayutla de José María Izazaga | Nordeste: Coahuayutla de José María Izazaga |
| Oeste: Lázaro Cárdenas (Michoacán) |                                          | Este: Zihuatanejo de Azueta                 |
| Suroeste: Océano Pacífico          | Sur: Océano Pacífico                     | Sureste: Zihuatanejo de Azueta              |

### Orografía e hidrografía
Dentro de su superficie subsisten tres tipos de relieve que conforman el municipio, las zonas accidentadas que se extienden en un 80 % del territorio, destacando elevaciones como los cerros del Pájaro y el Cuaximoloya; las semiplanas que abarcan un 15% de la superficie y las zonas planas con tan solo un 5 por ciento.
El municipio se encuentra asentado en la región hidrológica de la Costa Grande, donde le atribuye en su mayoría la cuenca del río Ixtapa. Más hacia el oeste y norte del municipio, es bañado por la cuenca del río Balsas-Mezcala que delimita el estado de Guerrero con el de Michoacán en sus extremos poniente y nor-poniente. Otro río de gran importancia en el municipio es el río La Unión que se extiende 40 kilómetros en una cuenca de 1,190 kilómetros cuadrados y con un escurrimiento medio anual de 245.6 millones de metros cúbicos, este recibe aguas de afluentes de El Naranjo y San Cristóbal, también existe el río Feliciano que tiene su desembocadura en el océano Pacífico. Posee arroyos como el Lagunillas, los Llanos, Chutla, la Salada, Zorcua, Joluta y Coyuquilla.

### Climas y ecosistemas
El clima en el municipio es muy caluroso, en la mayoría del territorio es conformado por Cálido Subhúmedo con lluvias en verano, mientras que hacia el norte se experimenta un clima semiseco cálido y muy cálido siendo los meses más cálidos de marzo a junio.
Su temperatura media anual es en la mayoría del territorio de 26 a 28 °C, en las zonas norte y oeste suelen ser más bajas con 22 a 26 °C y en parte de los límites con el municipio de Zihuatanejo de Azueta llegan a descender hasta 18 °C. La incidencia de las precipitaciones es muy elevada y variada; en una muy pequeña porción hacia el oriente del municipio, en los límites con el municipio de Zihuatanejo de Azueta se llegan a dar precipitaciones de hasta 3.000 mm; hacia el centro-sur, en el litoral de la costa del territorio, se registran precipitaciones de 1200 mm; en la zona centro-norte se dan con menor proporción con 1000 mm. En el norte, persisten variaciones al darse precipitaciones menores de 700 a 800 mm, el régimen de lluvias incide con mayor concurrencia entre los meses de junio a septiembre.
En flora, el municipio preserva una abundante vegetación que la cubren selvas de tipo baja caducifolia y la mesofíla, la primera cubre casi todo el territorio y subsisten ejemplares como las plantas del género cysuloma, en las especies bahemesis, mientras que la segunda se encuentra dispersa al oriente y poniente en diferentes superficies. También se llevan a cabo actividades como la agricultura, particularmente de riego. Otras partes las ocupan los bosques, cuyos ejemplares destacan los que están cubiertos de especies de pino-encino y oyamel.
En fauna, abundan distintos tipos de especies como la iguana, garza, culebras de cascabel, venado, entre otros más.

## Demografía

### Población
En 2000, conforme a los resultados del XII Censo General de Población y Vivienda, efectuado por el Instituto Nacional de Estadística y Geografía, la población total del municipio era hasta ese año de 27.619 habitantes, de los cuales 13.852 fueron hombres y 13.767 fueron mujeres. La población del municipio representó el 0,89% con relación a la población total del estado.
En 2005, con los resultados que arrojó el II Conteo de Población y Vivienda que efectuó el mismo organismo, el municipio contó con un total de 25.230 habitantes, de los cuales 12.675 fueron hombres y 12.555 fueron mujeres. En cifras porcentuales, el 50,2% de la población es de sexo masculino; el 34,8% de la población es menor de 15 años de edad, mientras que el 57,9 se encuentra entre los 15 y los 65 años de edad. A su vez, el 0,1% de la población de 5 y más años habla alguna lengua indígena. Por otro lado, un 22,8 % de la población del municipio reside en localidades de 2500 y más habitantes.
Conforme al Censo de Población y Vivienda 2010 realizado por el Instituto Nacional de Estadística y Geografía (INEGI) con fecha censal del 12 de junio de 2010, el municipio de La Unión de Isidoro Montes de Oca contaba hasta ese año con un total de 25 712 habitantes, de dicha cantidad, 13 087 eran hombres y 12 625 eran mujeres.

### Actividad económica
La actividad económica del Municipio es principalmente la agricultura, en la zonas altas también la ganadería es importante, sobresaliendo el ganado mayor y en algunas localidades también el ganado menor; en la parte de la costa, que comprende varios kilómetros del municipio, la pesca es una de las actividades más sobresalientes; en la parte turística, por supuesto, todo lo que tenga que ver con servicios tales como la hostelería, los restaurantes, los servicios propios de este rubro son la actividad económica más sobresaliente del municipio, contando con sitios de renombre internacional, como las playas de Troncones y la Saladita por ejemplo; aunado a esto está el pequeño comercio y las distintas actividades de servicios de profesión libre: albañilería, carpintería, herrería, etc.

### Localidades
En el censo de 2020 el municipio de La Unión de Isidoro Montes de Oca contaba con 142 localidades.
| Código INEGI      | Localidad         | Población (2020) |
| ----------------- | ----------------- | ---------------- |
| 120680063         | Petacalco         | 3 459            |
| 120680001         | La Unión          | 3 197            |
| 120680093         | Zacatula          | 1 518            |
| 120680043         | Lagunillas        | 1 345            |
| 120680051         | El Naranjito      | 1 232            |
| 120680041         | Joluta            | 1 059            |
| Otras localidades | Otras localidades | 14 539           |
| Total municipal   | Total municipal   | 26 349           |

## Política y gobierno

### Administración municipal
El gobierno del municipio se conforma por un Ayuntamiento, un síndico procurador, y un cabildo integrado por cuatro regidores por mayoría relativa y cuatro por representación proporcional, todos electos mediante una planilla única para un periodo de tres años no renovables para el periodo inmediato, pero si de manera no continúa, las elecciones se celebran el primer domingo del mes de octubre y el ayuntamiento entra a ejercer su cargo el día 1 de enero del año posterior de la elección.

### Representación legislativa
Para la elección de los diputados locales al Congreso de Guerrero y de los diputados federales a la Cámara de Diputados de México, La Unión de Isidoro Montes de Oca se encuentra integrado en los siguientes distritos electorales:
Local:
- XII Distrito Electoral Local de Guerrero con cabecera en la ciudad de Zihuatanejo.[16][17]

Federal:
- III Distrito Electoral Federal de Guerrero con cabecera en la ciudad de Zihuatanejo.[18]

### Cronología de presidentes municipales
| Presidente municipal         | Periodo   |
| José Guzmán Chávez           | 1969-1971 |
| Rubén Pérez Espino           | 1972-1974 |
| Salvador Orozco Oregón       | 1975-1977 |
| Rubén Pérez Espino           | 1978-1980 |
| Merari Rosas Pérez           | 1981-1983 |
| Pedro Ramírez Serrano        | 1984-1986 |
| Raúl Gómez Maldonado         | 1987-1989 |
|                              | 1990-1993 |
| Cervando Ayala Rodríguez     | 1993-1996 |
| Roberto Eduardo Leyva Magaña | 1996-1999 |
| Cervando Ayala Rodríguez     | 1999-2002 |
| Carlos Reyes Torres          | 2002-2005 |
| Cervando Ayala Rodríguez     | 2005-2008 |
| Jorge Luis Solchaga Martínez | 2009-2012 |
| Crescencio Reyes Torres      | 2012-2015 |
| Aviud Rosas                  | 2015-2018 |
| Crescencio Reyes Torres      | 2018-2021 |